# Laurence Guyon
Laurence Guyon (* 1970 Clermont-Ferrand) je bývalá francouzská reprezentantka ve sportovním lezení, vítězka Rock Masteru, vicemistryně světa a Evropy v lezení na obtížnost.

## Výkony a ocenění
- 1995: vítězka prestižních mezinárodních závodů Rock Master v italském Arcu a také v Serre Chevalier
- 1995: vicemistryně světa a mistryně Francie
- 1996: vicemistryně Evropy, vicemistryně Francie

### Závodní výsledky
| Arco Rock Master | Arco Rock Master |
| Rok              | 1995             |
| ---------------- | ---------------- |
| Obtížnost        | 1                |

| Mistrovství světa | Mistrovství světa | Mistrovství světa | Mistrovství světa |
| Rok               | 1993              | 1995              | 1997              |
| ----------------- | ----------------- | ----------------- | ----------------- |
| Obtížnost         | 17                | 2                 | 6                 |

| Světový pohár       | Světový pohár | Světový pohár      | Světový pohár | Světový pohár | Světový pohár |
| Rok                 | 1992          | 1993               | 1994          | 1995          | 1996          |
| ------------------- | ------------- | ------------------ | ------------- | ------------- | ------------- |
| Obtížnost           | 16            | 20                 | 7-8           | 2             | 2             |
| jednotlivě* (3/3/1) | ,25,13,12,39, | ,27,21,7,24,32,15, | ,,5,          | ,5,,          | ,             |

* pozn.: nalevo jsou poslední závody v roce
| Mistrovství Evropy | Mistrovství Evropy | Mistrovství Evropy |
| Rok                | 1992               | 1996               |
| ------------------ | ------------------ | ------------------ |
| Obtížnost          | 3                  | 2                  |

| Mistrovství Francie | Mistrovství Francie | Mistrovství Francie |
| Rok                 | 1995                | 1996                |
| ------------------- | ------------------- | ------------------- |
| Obtížnost           | 1-2                 | 2                   |